# Бузулуцький міський округ
Бузулу́цький міський округ (рос. Бузулукский городской округ) — міський округ у складі Оренбурзької області Російської Федерації.
Адміністративний центр та єдиний населений пункт — місто Бузулук.

## Населення
Населення — 86050 осіб (2019; 82904 в 2010, 87286 у 2002).